# جان انوس سوم
جان انوس سوم (انگلیسی: John Enos III؛ زادهٔ ۱۲ ژوئن ۱۹۶۲) یک هنرپیشه اهل ایالات متحده آمریکا است. وی از سال ۱۹۹۱ میلادی تاکنون مشغول فعالیت بوده‌است.

## گزیده فیلمشناسی
از فیلم‌ها یا برنامه‌های تلویزیونی که وی در آن نقش داشته‌است می‌توان به آثار زیر اشاره کرد.
- سکس و شهر
- سی‌اس‌آی: نیویورک
- جوی
- سمی (۲۰۱۰)
- هجوم کوسه‌ها (۲۰۰۸)
- مبلغ (۲۰۰۷)
- باجه تلفن (۲۰۰۲)
- بی‌عیب (۱۹۹۹)
- تیغه (۱۹۹۸)
- صخره (۱۹۹۶)
- گلوله (۱۹۹۶)
- مرد خرابکار (۱۹۹۳)
- مرگ درخور اوست (۱۹۹۲)